# Shingo Tomita
Shingo Tomita (jap. 富田 晋伍, Tomita Shingo; * 20. Juni 1986 in Ōhira, Präfektur Tochigi) ist ein japanischer Fußballspieler. 

## Karriere
Shingo Tomita erlernte das Fußballspielen in den Jugendmannschaften des FC Ohira, der Verdy Soccer School Oyama und Tokyo Verdy. Seinen ersten Profivertrag unterschrieb er 2005 bei Vegalta Sendai. Der Verein aus Sendai spielte in der zweithöchsten Liga des Landes, der J2 League. 2009 wurde er mit dem Club Meister und stieg in die erste Liga auf. 2012 wurde er mit Sendai Vizemeister. Im Finale des Kaiserpokals stand er 2018. Das Finale verlor man mit 1:0 gegen den Erstligisten Urawa Red Diamonds. Am Saisonende 2021 belegte er mit Sendai den neunzehnten Tabellenplatz und musste in zweite Liga absteigen.

## Erfolge
Vegalta Sendai
- J2 League: 2009  ▲
- J1 League: 2. Platz: 2012
- Kaiserpokal: 2. Platz: 2018